# Ghislain D'hoop

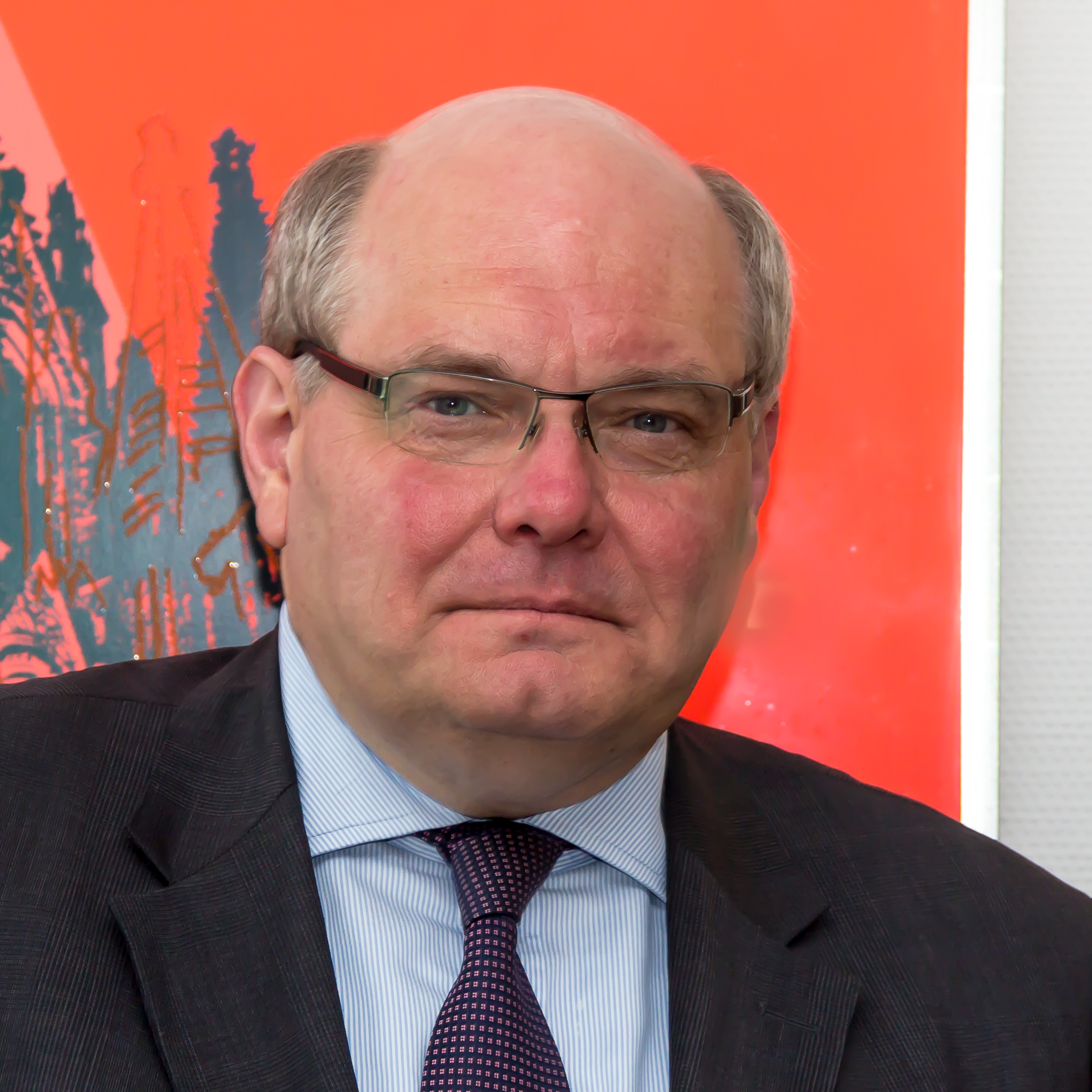
Ghislain D'hoop (2015)

Ghislain Jean Maurice D'hoop (Kortrijk, 2 oktober 1958) is een Belgisch diplomaat.

## Levensloop
Ghislain D'hoop studeerde economie aan de Katholieke Universiteit Leuven, Europese studies aan de Université catholique de Louvain en internationale betrekkingen aan het Institut des hautes études de défense nationale in Parijs, Frankrijk. Tijdens zijn studies in Leuven was hij voorzitter van de United Nations Association Leuven.
In 1986 was hij als beleidsadviseur bij het Foreign and Commonwealth Office van het Verenigd Koninkrijk werkzaam bij de Europese Politieke Samenwerking. Van 1987 tot 1988 was hij beleidsadviseur op het secretariaat van de Europese Politieke Samenwerking, in 1988 tweede secretaris bij de permanente vertegenwoordiging bij de Europese Unie en van 1988 tot 1992 eerste secretaris en vervolgens raadgever in Londen en tegelijkertijd adjunct-permanent vertegenwoordiger bij de West-Europese Unie. In 1992 keerde hij terug naar ministerie van Buitenlandse Zaken, waar hij van 1992 tot 1995 woordvoerder was. Hij was woordvoerder van Buitenlandse Zaken tijdens onder meer het Belgisch voorzitterschap van de Europese Raad in 1993, de begrafenis van koning Boudewijn in 1993 en de Rwandese genocide in 1994. D'hoop was van 1995 tot 1997 minister-raadgever in Rome.
Van 1997 tot 2013 was D'hoop adviseur op het Kabinet van de Koning. Hij was er onder meer diplomatiek adviseur van prins Filip van 1997 tot 2000, adjunct-kabinetschef van 2000 tot 2006 en diplomatiek adviseur van koning Albert II en lid van de raad van bestuur van 2006 tot 2013.
Van 2013 tot 2014 was hij secretaris-generaal bij Buitenlandse Zaken, van 2014 tot 2018 ambassadeur in Berlijn en sinds 2018 is hij ambassadeur in Wenen, tevens geaccrediteerd in Bosnië-Herzegovina, Slovenië, Slowakije en de VN-organisaties in Wenen. Ook was hij van augustus 2018 tot september 2020 gouverneur van het Internationaal Atoomenergieagentschap en van september 2018 tot september 2019 vicevoorzitter van de raad van gouverneurs van deze instelling. Van januari tot juli 2020 was D'Hoop ook vicevoorzitter van de Commissie voor Verdovende Middelen van het UNODC, waarvan hij sinds december 2021 voorzitter is.
Verde is of was D'hoop:
- bestuurder van de Royal International Club Château Sainte-Anne
- lid van het Centre for European Policy Studies en GMF Alumni
- lid van de Royal International Club Château Sainte-Anne, de Club des Officiers du Régiment des Guides, de Cercle Royal du Parc, de University Foundation Brussels en de Lansdowne Club London
- erelid van de Club des 33
- vicevoorzitter van de Anglo-Belgian Society